# Erasinus (genre)
Pour l’article homonyme, voir Erasinus.
Genre
Erasinus est un genre d'araignées aranéomorphes de la famille des Salticidae.

## Distribution
Les espèces de ce genre se rencontrent à Java, à Sumatra et à Bornéo.

## Liste des espèces
Selon World Spider Catalog (version 18.0, 02/04/2017) :
- Erasinus flagellifer Simon, 1899
- Erasinus flavibarbis Simon, 1902
- Erasinus gracilis Peckham & Peckham, 1907

## Publication originale
- Simon, 1899 : Contribution à la faune de Sumatra. Arachnides recueillis par M. J. L. Weyers, à Sumatra. (Deuxième mémoire). Annales de la Société entomologique de Belgique, vol. 43, p. 78-125 (texte intégral).